# آنا آسلان
آنا آسلان (ارمنی: Աննա Ասլան (Մկրտչի)؛ رومانیایی: Ana Aslan؛ زادهٔ ۱ ژانویهٔ ۱۸۹۷ - درگذشته ۲۰ مهٔ ۱۹۸۸) یک پزشک ارمنی‌تبار اهل رومانی بود.

## زندگی‌نامه
در ۱ ژانویهٔ ۱۸۹۷ در برئیلا به دنیا آمد و از Faculty of Medicine, Bucharest فارغ‌التحصیل شد.  وی در ۲۰ مهٔ ۱۹۸۸ در سن ۹۱ سالگی در بخارست درگذشت.